# Uganda i olympiska sommarspelen 1988
Uganda deltog med en trupp i de olympiska sommarspelen 1988, men ingen av landets deltagare erövrade någon medalj.

## Boxning
Lätt flugvikt
- Fred Mutuweta
  - Första omgången – bye
  - Andra omgången – förlorade mot Wayne McCullough (Irland), 0:5

## Friidrott
Herrarnas maraton
- Benjamin Longiross – 2:30,29 (→ 6a:e plats)
- Vincent Ruguga – 2:31,04 (→ 63:e plats)
- Jackson Fred Ogwang – 2:59,35 (→ 92:a plats)

Herrarnas spjutkastning
- Justin Arop
  - Kval – 69,10m (→ gick inte vidare)

Herrarnas 4 x 100 meter stafett
- Oliver Acii, Grace Buzu, Farida Kyakutema och Ruth Kyalisiima
  - Heat – 46,55 (→ gick inte vidare)

Herrarnas 4 x 400 meter stafett
- Jane Ajilo, Grace Buzu, Farida Kyakutema och Ruth Kyalisiima
  - Heat – startade inte (→ gick inte vidare)